# Ennio Barberini
Ennio Barberini (Scarlino, 19 giugno 1897 – 1979) è stato un politico e militare italiano.

## Biografia
Nato a Scarlino nel 1897 dal pedagogista Pietro Barberini (1846–1913), fondatore della locale biblioteca della Fratellanza artigiana nel 1877, si arruolò volontario durante la prima guerra mondiale, dove venne nominato ufficiale d'artiglieria. Fatto prigioniero nel 1917, venne rilasciato a guerra finita.
Fascista "della prima ora", aderì entusiasticamente al Partito Nazionale Fascista, fu attivo squadrista e dal 1923 iniziò la propria carriera nella Milizia Volontaria per la Sicurezza Nazionale. Prese parte a tutte le maggiori spedizioni della MVSN, in Spagna, ma anche in Libia, dove comandò la II Legione, e nell'Africa orientale, dove nel 1937 si distinse tra gli ufficiali nella repressione dei guerriglieri etiopi.
Il 9 febbraio 1942 entrò a fare parte della Camera dei fasci e delle corporazioni, che aveva sostituito la Camera dei deputati, e venne nominato da Benito Mussolini vice-segretario nazionale del partito. Fece inoltre parte del consiglio nazionale e del direttorio nazionale che Mussolini aveva affiancato al segretario Aldo Vidussoni, comprendente Ferdinando Mezzasoma, Augusto Venturi, Mario Farnesi e Carlo Ravasio.
L'8 settembre 1943, giorno in cui venne reso noto l'armistizio di Cassibile, Barberini si trovava a Tolone in qualità di ufficiale del gruppo battaglioni da sbarco della milizia fascista. Trattenuto inizialmente dai tedeschi, venne poi rilasciato e gli fu permesso di tornare in Italia per combattere per la Repubblica Sociale Italiana. Barberini aderì quindi al Partito Fascista Repubblicano e venne nominato comandante della 98ª Legione della Guardia Nazionale Repubblicana, che operava nella provincia di Grosseto e il cui comandante precedente, Giuseppe Salgarella, era rimasto vittima di un bombardamento alleato il 21 gennaio 1944.
Fu tra i principali organizzatori della lotta anti-partigiana in Maremma e sotto la sua guida la legione fascista repubblicana quadruplicò le sue schiere: complice anche una zelante opera di reclutamento, soprattutto tra i più giovani, il numero dei miliziani maremmani aumentò dai 290 uomini del novembre 1943 ai 1 270 del marzo 1944. A partire dal 2 marzo coordinò la vasta operazione di rastrellamento nei territori meridionali della provincia, alla guida di nove compagnie da Grosseto, Siena, Orvieto e Viterbo, allo scopo di intimorire la popolazione e favorire l'arruolamento nella RSI. Il 10 marzo ordinò i rastrellamenti che condussero all'eccidio di Scalvaia. La notte tra il 9 e il 10 giugno, abbandonò Grosseto, ormai prossima alla liberazione da parte degli Alleati, in testa a un'autocolonna blindata insieme ai maggiori gerarchi grossetani e circa 200 militi; durante il tragitto si contò una vittima, il colono Erminio Lelli, ucciso da un milite in località Casetta Citerni a Scarlino. Barberini riparò a Bardolino, in provincia di Verona, venne poi nominato comandante della milizia repubblicana di Vicenza nel mese di luglio e in seguito di quella di Cremona.
Arrestato al termine della guerra, Barberini venne processato nel 1946 e la Corte d'assise di Grosseto gli imputò i capi d'accusa di omicidio, collaborazionismo con i nazisti, furto e peculato, soprattutto in relazione al tragico evento noto come eccidio di Maiano Lavacchio, dove undici ragazzi renitenti erano stati trucidati dalla 98ª Legione. Il comandante Barberini venne ritenuto estraneo alla strage, in quanto in quei giorni era assente da Grosseto, e le responsabilità in merito alla partecipazione della milizia all'eccidio vennero riconosciute al vice-comandante Angelo Maestrini. Il 18 dicembre 1946 la Corte di Grosseto assolse Barberini dai reati di omicidio e collaborazionismo, ma lo condannò a sei anni di reclusione e 4 000 lire di multa per furto e peculato: ne scontò solo uno, beneficiando della condizionale.